# Alfred Tepe
Wilhelm Victor Alfred Tepe (* 24. November 1840 in Amsterdam; † 23. November 1920 in Düsseldorf) war ein niederländisch-deutscher Architekt. Neben Pierre Cuypers war er der bedeutendste Architekt der Neugotik in den Niederlanden. Nach seinen Entwürfen wurden viele Kirchen gebaut, hauptsächlich im Gebiet des Erzbistums Utrecht, das damals auch das Gebiet des heutigen Bistums Groningen-Leeuwarden umfasste.

## Leben

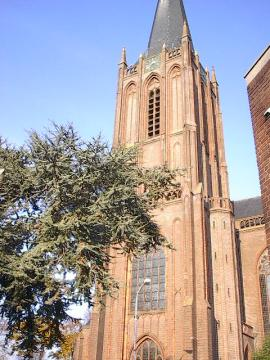
Kirchturm der Kirche von Raalte

Tepe wurde als Sohn eines deutschen Textilhändlers in Amsterdam geboren. Von 1861 bis 1864 studierte er Architektur an der Berliner Bauakademie, wo er unzufrieden über die stark am Klassizismus orientierte Ausbildung war. In seiner Freizeit studierte er die Werke von   E.E. Viollet-le-Duc, dem französischen Experten auf dem Gebiet der gotischen Architektur. Von 1865 bis 1867 arbeitete Tepe in Köln für einen der wichtigsten deutschen Architekten der Neugotik, Vincenz Statz. So war er auch an der Vollendung des Kölner Doms beteiligt.
1867 kehrte Tepe nach Amsterdam zurück, wo er bei einem Architekten namens Ouderterp arbeitete. 1872 zog er nach Utrecht um. Dort wurde er zu einem der wichtigsten Unterstützer der St. Bernulphusgilde, einer Gruppe katholischer Geistlicher, die die Wahrung der nationalen Tradition und Fachkunde in religiöser Kunst und Architektur zum Ziel hatten. Insbesondere die mittelalterlichen einheimischen Stile und der Gebrauch von einheimischen Materialien wie Backsteine waren hier von Bedeutung. Diese Ideen spielten in Tepes meisten Bauten eine entscheidende Rolle.
Zwischen 1871 und 1905 baute Tepe etwa 70 Kirchen aus Backstein mit geringem Einsatz auch von Naturstein. Er nahm dazu die niederrheinische Gotik des 15. und 16. Jahrhunderts zum Vorbild. Die Innenausstattung der Kirchen wurde in vielen Fällen durch Künstler ausgeführt, die ebenfalls der Gilde angeschlossen waren. Vornehmlich arbeitete Tepe mit dem Bildhauer Friedrich Wilhelm Mengelberg zusammen.
Bis etwa 1882 hatte Alfred Tepe eine Art Monopolstellung auf das Entwerfen neuer katholischer Kirchen im Kerngebiet des Erzbistums Utrecht. Erst nach dem Tod des Erzbischofs Schaepman bekamen auch andere Architekten eine Chance.
Neben Kírchen entwarf Tepe viele andere Gebäude, die häufig mit der katholischen Kirche verbunden waren, wie Klöster, Schulen und Waisenhäuser, darunter das Sankt Hieronymus Waisenhaus und Altenheim in Utrecht aus den Jahren 1875 bis 1877.
Ab etwa 1900 baute Tepe auch einige Kirchen in Deutschland. 1905, als die Aufträge in den Niederlanden ausblieben, zog er wieder nach Deutschland, diesmal nach Düsseldorf, wo er 1920 starb, einen Tag vor seinem 80. Geburtstag.

## Baustil
Tepe war führender Architekt der St. Bernulphusgilde, die in der niederländischen Neugotik großen Einfluss hatte. Dieses Wirken wurde unter anderem von Johannes Wilhelmus Boerbooms und Wolter te Riele fortgesetzt. Die durch die niederrheinische Gotik inspirierte Neugotik dieser Utrechter Schule unterscheidet sich deutlich von der moderneren Amsterdamer Schule rund um Cuypers. Während für Cuypers die Gotik lediglich den Ausgangspunkt für eine weiterzuentwickelnde Architektur darstellte, war sie für Tepe stets die einzig wahre Architektur für den Kirchenbau, insbesondere die niederrheinische Variante.
Tepes Kirchen zeichnen sich durch einen meist einfachen, aber durchdachten Baustil aus, mit nach Möglichkeit hohen Westtürmen. Aufwändige Ornamente an den Außenseiten sucht man vergeblich. Ausnahme sind die typisch rheinländischen Balustraden, Nischen und Ziertürmchen an den Stirnfassaden an einigen von Tepes Bauwerken. Selbst Strebebögen waren selten eingeplant, und nur ein einziges Mal wurde ein Chorumgang gebaut.
Im Gegensatz zu Cuypers zeigen Tepes Werke daher auch wenig Weiterentwicklung im Stil. Dennoch kann man vier Phasen seiner Laufbahn unterscheiden: In der ersten Phase von 1871 bis 1876 entwickelte er seinen persönlichen Stil und versuchte sich an verschiedenen Kirchentypen.
In der zweiten Phase von 1876 bis 1890 ließ er mehr Ornamente zu als früher. Zwischen 1890 und 1900, seiner dritten Phase, experimentierte Tepe mit konzentrischen Grundrissen, vor allem in Form von Hallenkirchen. Die vierte Phase, nach 1900, zeigt eine Rückkehr zu früheren Entwürfen aus der Anfangszeit. Tepe verändert seinen neugotischen Stil in Deutschland. Seine Kirche in Bawinkel besteht sogar zum größten Teil aus Sandstein.

## Wichtige Bauten
- 1874–1875 Jutphaas: St. Nikolauskirche (Sint-Nicolaaskerk)
- 1874–1876 Arnhem: St. Martinskirche (Sint-Martinuskerk)
- 1875–1877 Utrecht: St. Hieronymus Waisenhaus und Altenheim (Sint-Hiëronymus wees- en bejaardenhuis)
- 1876–1877 Utrecht: St. Willibrord (Utrecht) (Sint-Willibrorduskerk)
- 1878–1879 Schalkwijk: St. Michaelskirche (Sint-Michaëlskerk)
- 1880–1881 Harlingen: St.-Michael-Kirche (Sint-Michaëlskerk)
- 1881–1883 Amsterdam: Sint-Franciscus Xaveriuskerk
- 1885–1887 IJsselstein: St. Nikolauskirche (Sint-Nicolaaskerk)
- 1891–1892 Raalte: Kreuzerhöhungsbasilika (H. Kruisverheffingskerk)
- 1895–1897 ’s-Heerenberg: St. Pankratius
- 1897 Tubbergen: St. Pancratius
- 1899–1901 Utrecht: Sint-Martinuskerk/St. Martinskirche; seit den 1980er Jahren zu Apartments umgebaut
- 1904–1906 Bawinkel: St. Alexander